# Адиантум стоповидный
Адиа́нтум стопови́дный (лат. Adiántum pedátum) — папоротник; вид рода Адиантум семейства Птерисовые.

## Ботаническое описание

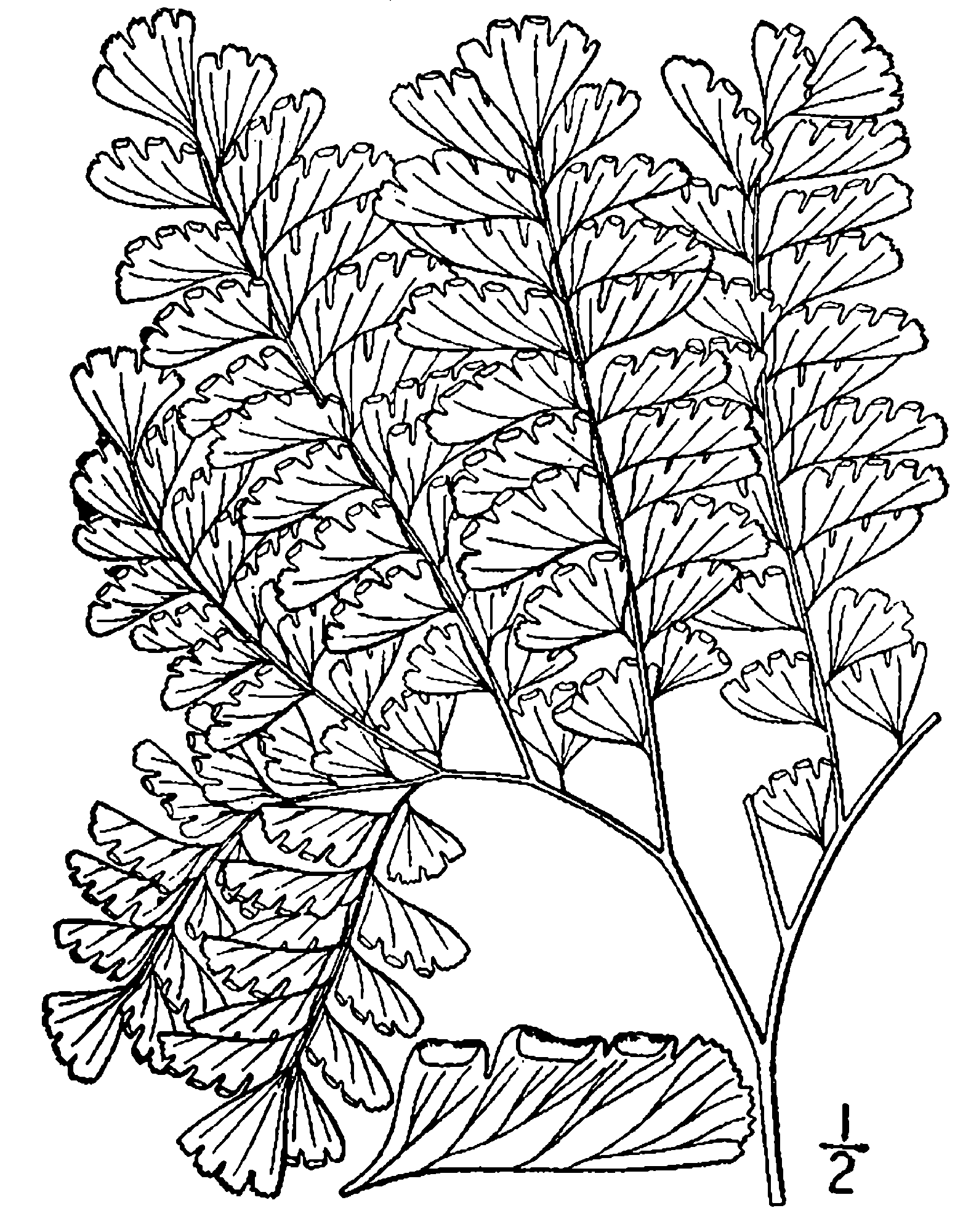
Ботаническая иллюстрация из книги Н. Бриттона и А. Брауна Illustrated flora of the northern states and Canada, 1913

Растение до 60 см высотой с плоскими, веерообразными листьями. Куст сферической формы. Стебли, выгибаясь, образуют «подкову».
Листья округлые, светло-зелёные, однобокие, перисторассечённые, по краям надрезанные. Поднимаются над землёй на тонких блестящих тёмных черешках, располагаясь горизонтально.

### Химический состав
Листья содержат органические кислоты и их производные, тритерпеноиды, эфирное масло (0,21 %), фенолкарбоновые кислоты и их производные, флавоноиды, высшие жирные кислоты, высшие алифатические углеводороды.

## Распространение и среда обитания

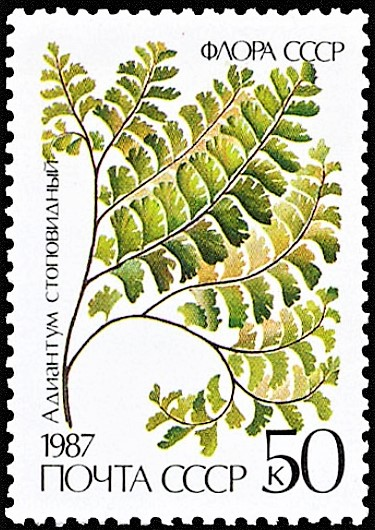

Произрастает в Северной Америке и Восточной Азии.
В России встречается на Дальнем Востоке (Приамурье и Приморье, Сахалин (юг), Курилы (остров Кунашир).
Растёт в лиственных и смешанных лесах.

## Хозяйственное значение и применение
Настой принимают при респираторных инфекциях.
Листья включены в фармакопеи Франции и Бразилии. В китайской медицине применяют как противокашлевое. В Северной Америке свежие листья жуют при болезнях желудка, настой листьев используют как мягчительное, отхаркивающее при хронических заболеваниях органов дыхания, вяжущее, тонизирующее, сироп из листьев — как стимулирующее регулы, при рахите у детей, у айнов — как гемостатическое. Индейцы США настой листьев применяют для мытья волос.
Черешки в Канаде, Японии, на Гавайских островах используют как отделочный материал (чёрного цвета) для плетёных изделий (корзин, шляп).

### Разновидности и сорта в культуре
- ssp. subpumilum[3]
- 'Compactum' — достигает высоты 35 см.
- 'Imbricatum' — высотой до 15 см, с голубовато-зелёными перистосложными листьями.
- 'Aleuticum' — высотой 10—12 см и поперечником 15—20 см; хорош для альпийской горки, так как лучше переносит солнце, чем более высокие разновидности.
- 'Japonicum' — высотой 45 см при поперечнике 30 см; весной побеги медно-розовые, впоследствии зеленеют.